# Mycomya dziedzickii
Mycomya dziedzickii är en tvåvingeart som beskrevs av Väisänen 1981. Mycomya dziedzickii ingår i släktet Mycomya, och familjen svampmyggor. Arten är reproducerande i Sverige.